# Tour del Jura (França)
|  | No confondre amb el Tour del Jura, cursa ciclista suïssa |

El Tour del Jura (en francès Tour du Jura Cycliste) és una cursa ciclista francesa que es disputa des de 2003 per les carreteres del departament del Jura. Inicialment anomenada Tour del Revermont, la cursa formava part del calendari nacional francès. Des del 2017 forma part de l'UCI Europa Tour amb una categoria 2.2.

## Palmarès
| Any                | Vencedor                  | Segon              | Tercer                 |        |
| ------------------ | ------------------------- | ------------------ | ---------------------- | ------ |
| Tour del Revermont |                           |                    |                        |        |
| 2003               | Xavier Pache              | Damien Cigolotti   | Francis Mourey         |        |
| 2004               | Florian Courrège          | Franck Bucci       | David de Vecchi        |        |
| 2005               | Franck Bucci              | Sébastien Besqueut | Romain Berion          |        |
| Tour del Jura      |                           |                    |                        |        |
| 2006               | Jean-Charles Sénac        | Cyril David        | Florian Courrège       |        |
| 2007               | Baptiste Fuchs            | Aurélien Midey     | Thibaut Pinot          |        |
| 2008               | Damien Favre-Félix        | Gwénaël Rouzet     | Oran Locatelli         |        |
| 2009               | Sébastien Gredy           | Guillaume Vinit    | Laurent Colombatto     |        |
| 2010               | Émilien Viennet           | Jérémy Laby        | Nicolas Ougier         |        |
| 2011               | Yoann Michaud             | Frédric Talpin     | François Bailly-Maître |        |
| 2012               | Laurent Colombatto        | Nicolas Roux       | Frédéric Brun          |        |
| 2013               | Erwan Brenterch           | Guillaume Martin   | Alo Jakin              |        |
| 2014               | Sébastien Fournet-Fayard  | François Bidard    | Adrien Legros          |        |
| 2015               | Pierre Bonnet             | Mikel Aristi       | Anass Aït El Abdia     |        |
| 2016               | Léo Vincent               | Romain Bacon       | Nans Peters            |        |
| 2017               | Thomas Degand             | Fausto Masnada     | Guillaume Martin       |        |
| 2018               | Carl Fredrik Hagen        | Kobe Goossens      | Chris Harper           |        |
| 2019               | Kobe Goossens             | Christian Scaroni  | Jérémy Cabot           |        |
| 2020               | suspès                    | suspès             | suspès                 | suspès |
| 2021               | Benoît Cosnefroy          | Simone Velasco     | Valentin Madouas       |        |
| 2022               | Ben O'Connor              | Jesús Herrada      | Axel Zingle            |        |
| 2023               | Kévin Vauquelin           | Thibaut Pinot      | Guillaume Martin       |        |
| 2024               | David Gaudu               | Jordan Jegat       | Guillaume Martin       |        |
| 2025               | Guillaume Martin-Guyonnet | Clément Berthet    | José Manuel Díaz       |        |